# Nowa Wieś (powiat wieluński)
Nowa Wieś (dawniej także "Osjakowska Wola" ) – wieś w Polsce położona w województwie łódzkim, w powiecie wieluńskim, w gminie Osjaków.

## Historia
Miejscowość historycznie należy do ziemi wieluńskiej i związana była z Wielkopolską. Ma metrykę średniowieczną i istnieje co najmniej od XV wieku. Wieś wymieniona pierwszy raz w dokumencie zapisanym po łacinie w 1446 pod nazwami "villa Nowa", a później także "Ossijakowska Wola" i "Nowawyesch" .
Miejscowość została odnotowana w historycznych dokumentach własnościowych, prawnych i podatkowych. W 1446 wymieniona w dokumencie opisowym posagu wdowy po Piotrze z Osjakowa. W 1459 sławetny Paweł, młynarz z Łaszowa, odstąpił Janowi Ostrowskiemu młyn w Osjakowskiej Woli. W 1461 zawarto ugodę w sprawie wójtostwa w Osjakowie i Nowej Wsi. W 1511 wieś leżała w powiecie wieluńskim i liczyła jeden łan, a mieszkańcy płacili arcybiskupowi poznańskiemu w ramach dziesięciny donicę miodu. W 1518 miejscowość liczyła 1,5 łana. W 1552 własność B. Stawskiego i S. Starzeńskiego. W miejscowości gospodarowało wówczas 5 kmieci. W 1553 wieś liczyła jeden i 3/4 łana. W 1520 należała do parafii Osjaków .
W latach 1975–1998 miejscowość należała administracyjnie do województwa sieradzkiego.